# Assemblée algérienne
22 avril 1948 - 12 avril 1956
Alger
L'Assemblée algérienne était l'assemblée délibérante de l'Algérie, créée par loi du 20 septembre 1947 portant statut organique de l'Algérie. Élue à trois reprises (avril 1948, février 1951 et février 1954), elle est dissoute par décret le 12 avril 1956.

## Missions
L'Assemblée algérienne a été créée par la loi du 20 septembre 1947 relatif à la refonte du régime législatif de l'Algérie et mettait fin au système des décrets. Ses compétences sont partagées entre le Parlement de la République française pour les lois communes à la métropole et à l'Algérie ainsi que pour l'organisation militaire, électorale, judiciaire et administrative de l'Algérie. L'assemblée vote le projet de budget, prend les décisions pour étendre les lois métropolitaines à l'Algérie et édicte une réglementation particulière à l'Algérie qui n'aurait pas encore été définie par une loi métropolitaine.
L'Assemblée algérienne a été élue en avril 1948 puis dissoute par le décret no 56-379 du 12 avril 1956. Ses attributions sont exercées par le gouverneur général de l'Algérie.

## Composition
L'Assemblée est composée de 120 membres élus, à parité, par deux collèges électoraux,. Le premier collège comprend les citoyens « de statut français » de plein droit ainsi qu'environ  58 000 Algériens indigènes dits « de statut local » tandis que le second collège comprend environ 1 300 000 citoyens « de statut musulman ».
Les élections pour le second collège sont truquées par l'administration en 1948, 1951, et 1954, surtout parce-que les partis MTLD de Messali Hadj et UDMA de Ferhat Abbas avaient gagné les élections municipales de 1947, . 

### Composition (1948)
Indépendants
Rassemblement du peuple français
Mouvement pour le triomphe des libertés démocratiques
Union démocratique du manifeste algérien
Section française de l'Internationale ouvrière
Parti communiste algérien
Parti radical

## Organisation et fonctionnement

### Bureau
Le bureau de l'Assemblée est composé d'un président, de trois vice-présidents et de quatre secrétaires. La présidence est tournante chaque année entre les deux collèges .

### Présidence
Liste chronologique des présidents de l'Assemblée algérienne :
- Raymond Laquière (1948-1949)[9]
- Abdelkader Sayah (1949-1950)[9]
- Marcel Flinois (1950-1951)[9]
- Abdelkader Sayah (1951-1952)[8]
- Raymond Laquière (1952-1953)
- Abderrahmane Farès (1953-1954)[9]
- Raymond Laquière (1954-1955)[9]
- Abdelkader Sayah (1955-1956)[9]

### Commissions
Six « commissions générales » sont chargées d'examiner les projets et propositions, à savoir :
1. Législation et intérieur,
2. Éducation nationale, famille, jeunesse et sports et santé publique,
3. Agriculture, élevage et ravitaillement,
4. Travail, industrie, commerce et énergie,
5. Travaux publics, pêches, transports et PTT,
6. Grands travaux.

Ses autres commissions sont :
- la commission du Règlement, qui s'occupe du règlement intérieur de l'Assemblée,
- la commission des Finances,
- la commission de l'Habitat,
- la commission du Culte musulman,
- la commission de la carte scolaire.

### Sessions
L'Assemblée se réunit trois fois par an en sessions ordinaires ainsi qu'en sessions extraordinaires d'une durée de quinze jours.

### Textes normatifs
- Loi no 47-1853 du 20 septembre 1947 portant statut organique de l'Algérie, dans Journal officiel de la République française. Lois et décrets, vol. 79e année, no 223, 21 septembre 1947, p. 9470-9474 [fac-similé (page consultée le 16 septembre 2016)].
- Loi no 48-371 du 4 mars 1948 portant fixation des circonscriptions électorales pour la désignation des membres de l'Assemblée algérienne, dans Journal officiel de la République française. Lois et décrets, vol. 84e année, no 57, 5 mars 1948, p. 2283-2292 [fac-similé (page consultée le 17 septembre 2016)].
- Décret no 56-379 du 12 avril 1956 portant dissolution de l'Assemblée algérienne, dans Journal officiel de la République française. Lois et décrets, vol. 88e année, no 88, 13 avril 1956, p. 3581-3582 [fac-similé (page consultée le 16 septembre 2016)].

### Archives
- « Assemblée Algérienne (1948/1956) », sur Archives nationales d'outre-mer, mis à jour le 17 mai 2015 (consulté le 16 septembre 2016).
  -  « Correspondance arrivée et départ des présidents de l'Assemblée Algérienne (1950/1954) », sur Archives nationales d'outre-mer, mis à jour le 17 mai 2010 (consulté le 16 septembre 2016).
- « Les élections à l'Assemblée algérienne », extrait (41 s) des Actualités françaises diffusées le 8 avril 1948, avec un « Éclairage » de Peggy Derder, sur Institut national de l'audiovisuel (consulté le 16 septembre 2016).
- Ivo Rens, L’Assemblée algérienne, thèse de doctorat en droit, 285 pages, Pédone, Paris, 1957, 285 pages (lien).